# Incendio di King's Cross
L'incendio di King's Cross è un evento catastrofico avvenuto a Londra la sera del 18 novembre 1987 nella stazione di King's Cross St. Pancras della metropolitana di Londra, nel quartiere di Camden. La stazione è uno dei maggiori interscambi della rete di trasporti pubblici di Londra, dato che collega le due stazioni ferroviarie di King's Cross e di St Pancras alla stazione della metropolitana sulle linee Hammersmith & City, Circle, Metropolitan, Northern, Piccadilly e Victoria.
L'incendio è divampato all'incirca alle ore 19:30 da una scala mobile di legno sulla linea Piccadilly e verso le 19:45 ha prodotto il flashover che ha investito la biglietteria uccidendo 31 persone e ferendone 100. Durante la pubblica inchiesta, durata da febbraio a giugno 1988, gli investigatori hanno riprodotto l'incendio due volte, la prima per provare che il grasso accumulato sotto la scala mobile era infiammabile, la seconda per verificare l'attendibilità di una simulazione computerizzata dell'incendio. L'inchiesta ha concluso che l'incendio è stato causato da un fiammifero acceso gettato sulla scala mobile e che il piccolo incendio iniziale è aumentato improvvisamente per il fino ad allora sconosciuto effetto trincea, proiettando una violenta lingua di fuoco e fumo verso la biglietteria. Tale effetto trincea è stato confermato durante l'inchiesta dalle simulazioni al computer.
La London Underground è stata fortemente criticata sulla preparazione del personale riguardo alla prevenzione e gestione degli incendi e all'evacuazione di emergenza. Il rapporto dell'inchiesta ha condotto alle dimissioni della direzione sia della London Underground sia della London Regional Transport e all'aggiornamento delle norme di prevenzione degli incendi. Tra l'altro, le scale mobili in legno sono state progressivamente sostituite da scale mobili in metallo in tutta la rete della metropolitana londinese.

## Antefatti
A King's Cross i binari delle diverse fermate si trovano a diversi livelli: fuori terra si trovano i binari della linea ferroviaria e al di sotto di questi si trovano i binari della linea Metropolitan. I binari delle linee Northern, Piccadilly e Victoria si trovano a livelli inferiori. Il rapporto dell'inchiesta descrive lo schema degli accessi e dei collegamenti tra i vari binari all'epoca dell'incendio. Due pozzi separati per le scale mobili conducevano alla linea Victoria e alla linea Piccadilly mentre la linea Northern veniva raggiunta dalla linea Piccadilly. I binari della Piccadilly e della Victoria erano connessi tramite scale e tramite un sottopasso si accedeva ai binari del King's Cross Thameslink, stazione usata dai treni della British Railways diretti alla stazione di Moorgate sulla linea Midland City (l'odierno Thameslink), e a un'entrata su Pentonville Road.

## L'incendio
Alle ore 19:30 circa, diversi passeggeri hanno segnalato un incendio sulla scala mobile della linea Piccadilly. Dopo aver confermato l'incendio, lo staff della metropolitana e la polizia ferroviaria britannica (British Transport Police) hanno allertato la London Fire Brigade, che ha risposto immediatamente inviando quattro camion antincendio e una scala girevole. Il fuoco risultava essere al di sotto della scala mobile, per cui era impossibile da spegnere con gli estintori; inoltre erano presenti erogatori di acqua nebulizzata ma lo staff della metropolitana non era stato formato sul come utilizzarli correttamente.
Alle 19:39 si è deciso di evacuare la stazione attraverso le scale mobili della linea Victoria. Pochi minuti dopo numerosi pompieri sono scesi lungo le scale mobili muniti di autorespiratore e hanno trovato un fuoco delle dimensioni di un grosso scatolone di cartone.
Alle 19:42 l'intera scala mobile era in fiamme: i gas di combustione surriscaldati, accumulatisi in cima al tunnel della scala, hanno cominciato a trasferire calore al soffitto che era coperto da circa venti strati di vecchia vernice, mai rimossa nelle varie riverniciature effettuate negli anni. A questo riguardo, il direttore operativo della London Underground aveva già suggerito alcuni anni prima che un tale accumulo di vernice avrebbe rappresentato un rischio in caso di incendio, ma la questione esulava dalle sue competenze e dunque il suo suggerimento era stato ignorato.
Alle 19:45 si è verificato il flashover e la biglietteria è stata invasa da lingue di fuoco e da un denso fumo nero, uccidendo o ferendo i presenti. I passeggeri presenti sui binari sotterranei sono stati evacuati attraverso i treni delle linee Victoria o Metropolitan. Un poliziotto con un passeggero ferito si sono salvati raggiungendo i binari della Midland City.
Per domare l'incendio sono state impiegate trenta squadre dei Vigili del Fuoco (oltre 150 pompieri), che sono riuscite a spegnere le fiamme solo all'1:46 della notte seguente. 14 ambulanze del London Ambulance Service sono state messe a disposizione per trasportare i feriti negli ospedali. Le vittime ammontano a 31 morti e 100 feriti, di cui 19 in modo grave. Tra i morti compare il vigile del fuoco Colin Townsley, arrivato a King's Cross con la prima squadra e che si trovava nella biglietteria al momento del flashover; il suo corpo è stato ritrovato accanto a quello di un passeggero presso la scala di uscita verso Pancras Road.
Una vittima inizialmente sconosciuta, entrata nelle cronache come "Michael" o "Body 115" dal numero di targhetta della camera mortuaria, è stata alla fine identificata il 22 gennaio 2004 dai medici legali come Alexander Fallon, scozzese di 73 anni di Falkirk; nel 1990 Nick Lowe gli aveva dedicato un suo pezzo, Who Was That Man?.

## Conseguenze
La biglietteria e i binari della linea Metropolitan non sono stati danneggiati e hanno riaperto già dal mattino successivo all'evento, mentre sulla linea Victoria, visti i lievi danni subiti dalle sue scale mobili, il normale funzionamento è stato ripristinato il martedì successivo. La biglietteria delle tre linee di metropolitana è stata riaperta in tappe successive nelle successive quattro settimane. Le tre scale mobili sulla linea Piccadilly sono invece state distrutte dal fuoco e hanno richiesto la loro completa sostituzione, rientrando in funzione circa 16 mesi più tardi, il 27 febbraio 1989. Fino ad allora la linea Piccadilly è stata accessibile attraverso i binari della linea Victoria o del Midland City, con l'accesso possibile a una sola direzione nelle ore di punta. Dato che la stazione sulla linea Northern era accessibile attraverso la Piccadilly, si è deciso di saltare direttamente la fermata di King's Cross su tale linea fino a lavori ultimati, per evitare di sovraffollare le scale mobili della Victoria. La stazione sulla linea Northern è stata riaperta il 5 marzo 1989.

## Le indagini e il rapporto
L'allora primo ministro britannico Margaret Thatcher ha fatto aprire una pubblica inchiesta sull'incidente, condotta da Desmond Fennell insieme a un gruppo di quattro periti, tra il 1º febbraio e il 24 giugno 1988.

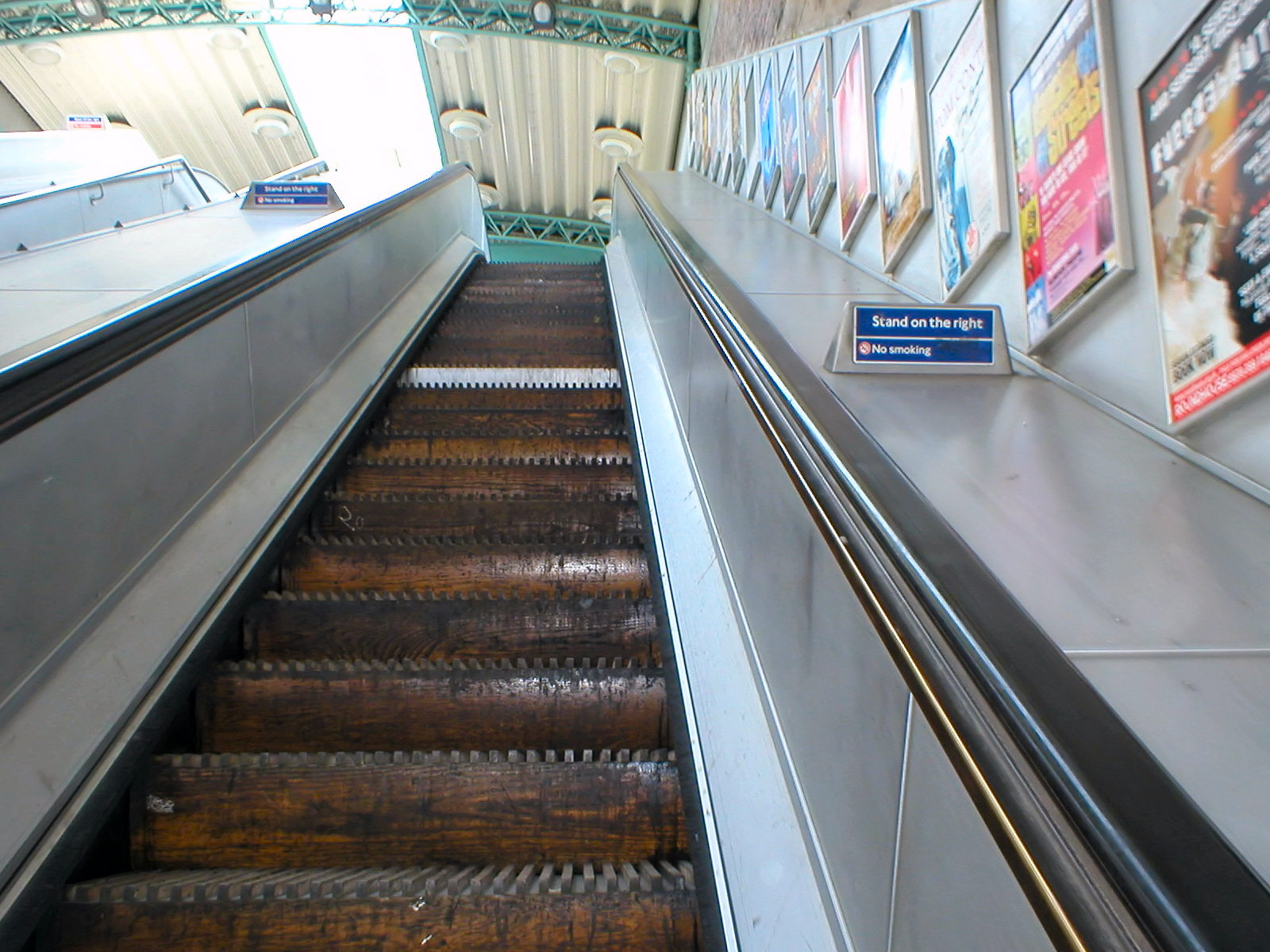
Le scale mobili della stazione di Greenford nel 2006, oggi non più in uso, simili a quelle da cui partì l'incendio di King's Cross

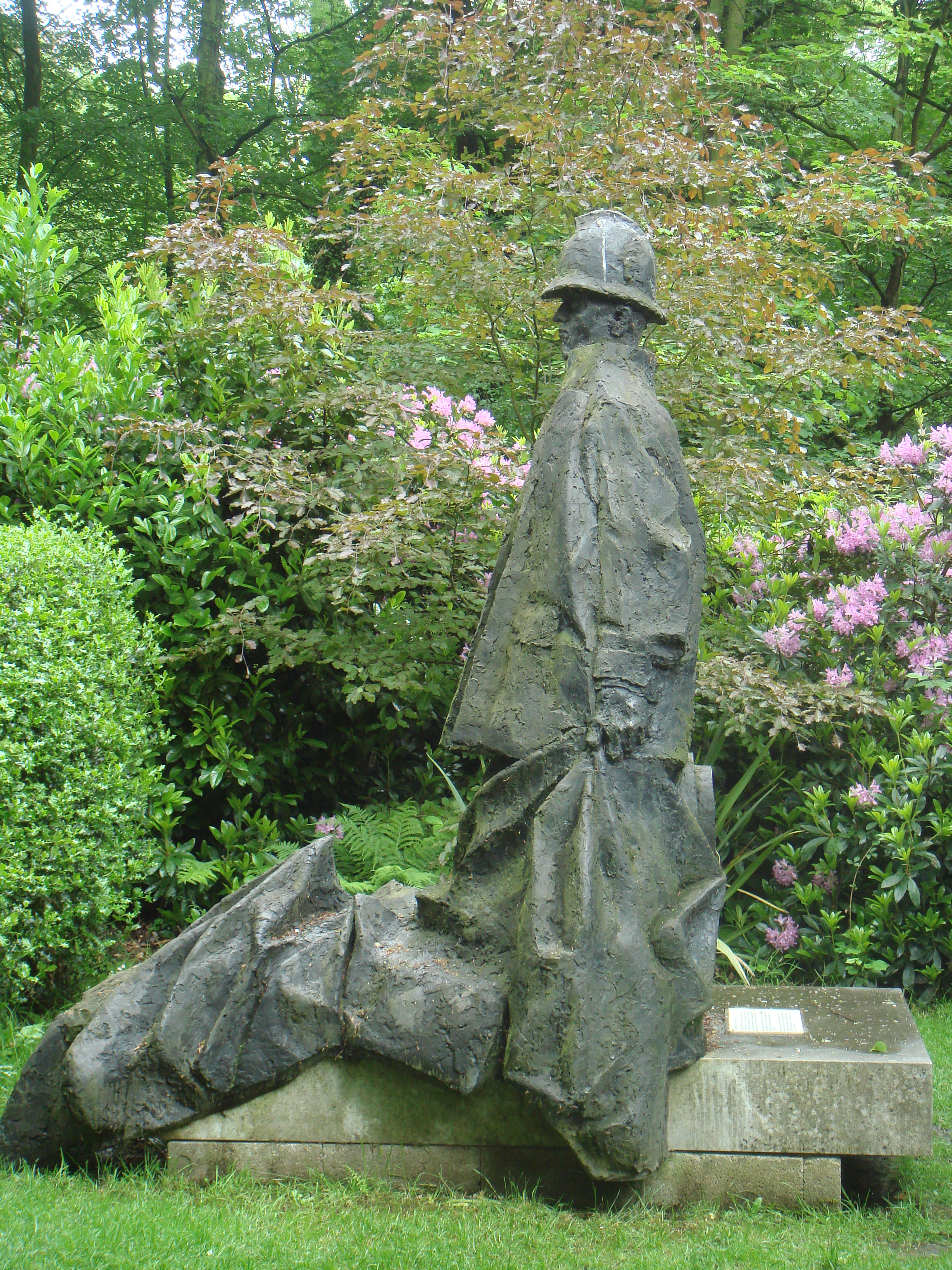
Policeman, la statua creata da Ivor Roberts-Jones per commemorare i poliziotti morti nell'incendio di King's Cross, nei giardini di Renishaw Hall

Il divieto di fumo sui treni della metropolitana era stato introdotto a luglio 1984 ed esteso nel febbraio 1985 a tutte le stazioni dopo l'incendio di Oxford Circus del novembre 1984: ciononostante, il divieto veniva ancora ignorato da molti fumatori. Dall'inchiesta è emerso che l'incendio è partito da un fiammifero acceso lasciato cadere da un passeggero sulle scale mobili, molto probabilmente non per dolo dato che non si sono trovate tracce di acceleranti di combustione. Gli investigatori hanno trovato legno carbonizzato in otto punti lungo il battiscopa e numerosi fiammiferi lungo i binari della scala mobile, segno che principi di incendio simili erano già partiti ma che si erano autoestinti. Lungo i binari della scala mobile è stato trovato un accumulo di grasso, difficile da innescare di per sé, ma intimamente mischiato con varie fibre che lo hanno reso molto più infiammabile, come è risultato dai test condotti. Gli strati di vernice presenti sul soffitto hanno poi contribuito al flashover.
Successivamente, nei laboratori della Atomic Energy Research Establishment (AERE) ad Harwell, in Oxfordshire, è stato realizzato un modello della stazione e sono state condotte delle simulazioni dell’incendio al computer per ricostruire la dinamica dell'incidente. Tali simulazioni hanno mostrato come le fiamme si siano propagate non in verticale verso il soffitto ma mantenendosi in basso, procedendo lungo la scala con un'inclinazione di circa 30°, per poi produrre un jet che ha coinvolto la biglietteria. Tuttavia la ricostruzione dell'AERE non ha potuto spiegare le ragioni di tale propagazione delle fiamme, tanto che a un certo punto si è pensato che la simulazione non fosse corretta. Ulteriori ricostruzioni dell'incidente sono state realizzate innescando un incendio a un modellino della scala mobile realizzata nel centro del Health and Safety Executive a Buxton. Durante tale ricostruzione si è potuto verificare che, dopo circa 7 minuti e mezzo di normale comportamento, le fiamme hanno cominciato ad appiattirsi lungo la scala esattamente come nella simulazione al computer. Le pareti metalliche della scala mobile incanalavano il fuoco dirigendo il calore in avanti e, quando i gradini della scala hanno raggiunto le condizioni per il flashover, le fiamme hanno prodotto un jet che ha invaso la biglietteria del modellino. L'inclinazione di 30° e le pareti metalliche della scala sono stati i fattori che hanno prodotto il fenomeno fluidodinamico denominato successivamente effetto trincea, fino ad allora sconosciuto.
Il rapporto critica fortemente la London Underground per aver sottostimato i rischi di incendio nella metropolitana. Per esempio, allo staff veniva richiesto di cercare di domare gli incendi da soli e di allertare i Vigili del Fuoco solo nel caso di incendio fuori controllo, e l'addestramento su come affrontare incendi ed evacuazione era scarso o inesistente.

## L'eredità dell'incendio di King's Cross

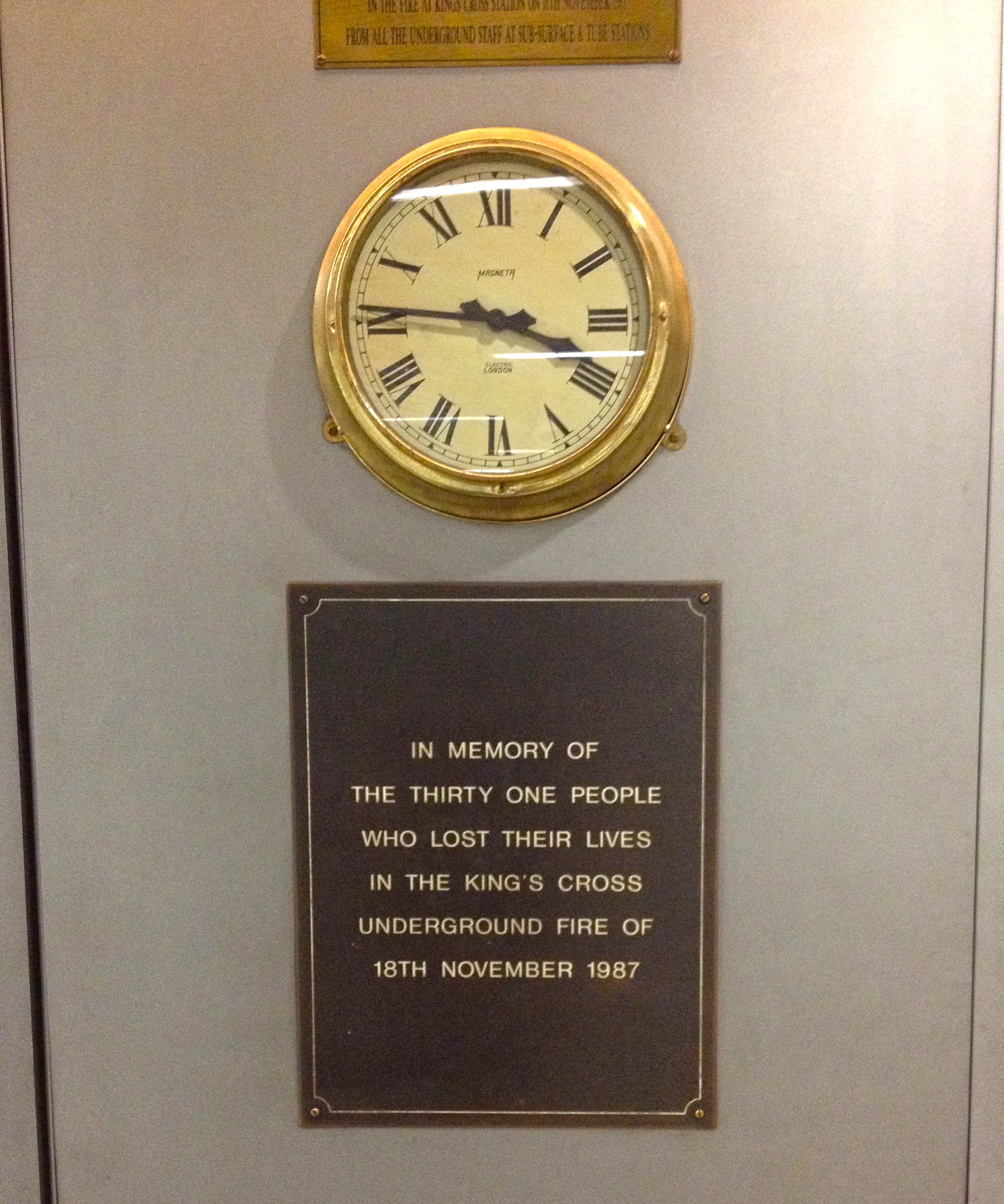
Targa commemorativa dell'incidente nella stazione di King's Cross St. Pancras

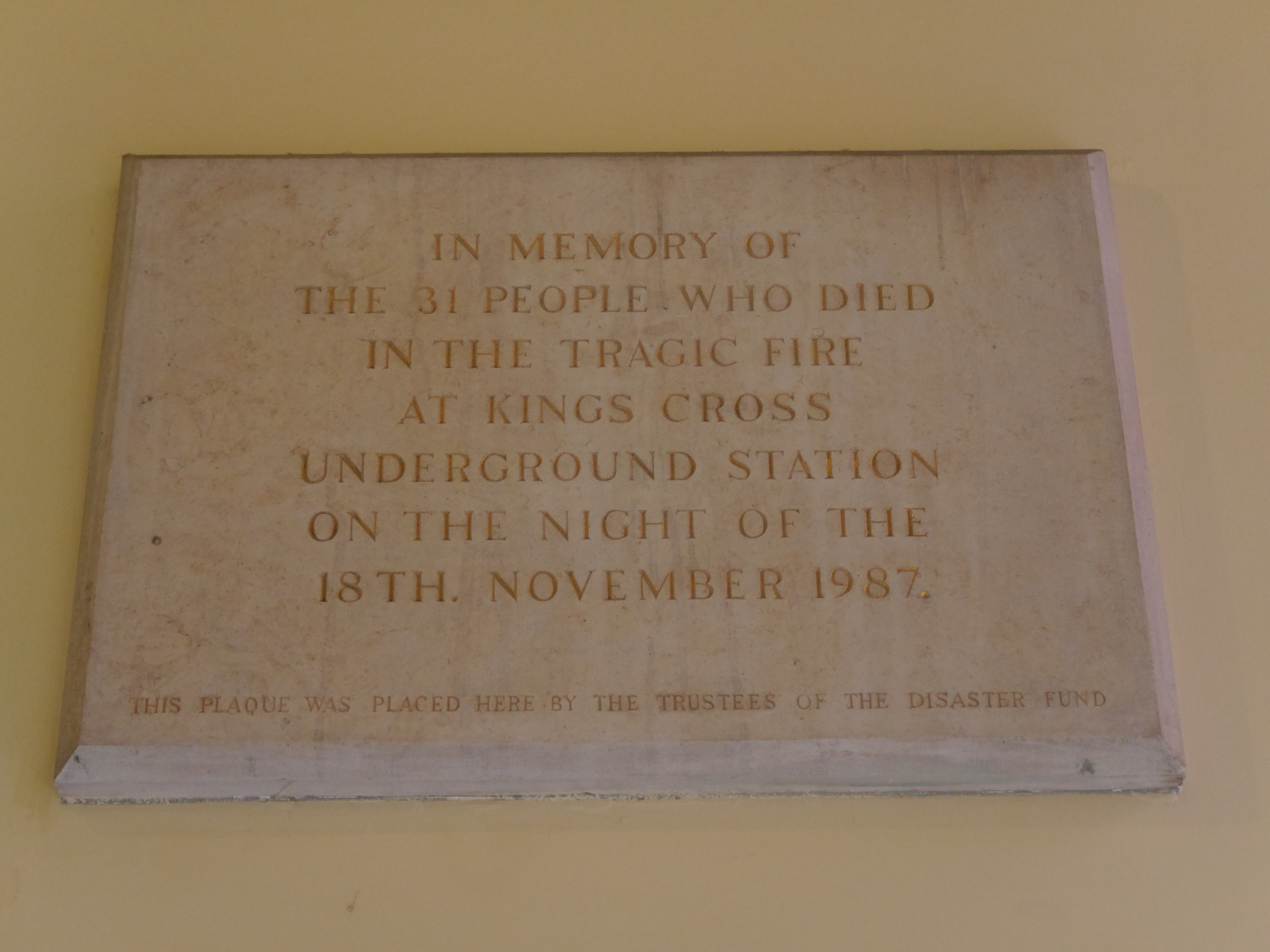
Targa commemorativa dell'incidente nella St Pancras New Church

La pubblicazione del Rapporto Fennell ha condotto alle dimissioni della direzione della London Underground e della London Regional Transport. Le principali raccomandazioni tratte dal rapporto riguardano i pannelli di legno da rimuovere dalle scale mobili, i rilevatori di calore e gli spruzzatori di acqua antincendio da installare al di sotto delle scale stesse, il sistema di comunicazione radio da migliorare e l'addestramento sulle procedure di emergenza cui sottoporre lo staff della stazione.
Nel 1989 è stato approvato il Fire Precautions (Sub-surface Railway Stations) Regulations. Cinque giorni dopo l'incendio è stato introdotto il divieto di fumo in tutte le stazioni della metropolitana. Le scale mobili con parti in legno sono state gradualmente eliminate e, entro il 2014, completamente sostituite da scale mobili in metallo.
Il Rapporto Fennell raccomandava alla London Underground di investigare sui flussi di passeggeri e di snellire i punti di congestione. Di conseguenza sono state presentate alcune proposte di legge per permettere alla London Underground di migliorare ed espandere le stazioni più congestionate, come London Bridge, Tottenham Court Road, Holborn e King's Cross St. Pancras. Da allora le maggiori stazioni della metropolitana sono state espanse per aumentarne la capacità e i livelli di sicurezza:
- la stazione di London Bridge nel 1999 nell'ambito dell'estensione della linea Jubilee[44];
- la stazione di King's Cross St. Pancras verso la fine degli anni 2000 nell'ambito del progetto ferroviario High Speed 1[45];
- la stazione di Tottenham Court Road a metà degli anni 2010 nell'ambito del progetto Crossrail[46].

L'incendio ha avuto anche la conseguenza di introdurre migliorie nell'equipaggiamento dei vigili del fuoco: i copripantaloni di plastica gialla (che si scioglievano per il calore) e i guanti in gomma (che limitavano i movimenti) sono stati rimpiazzati da vestiti più adatti.

## Riconoscimenti e commemorazioni
Sei vigili del fuoco hanno ricevuto i "Certificates of Commendation" per il loro comportamento durante la gestione dell'incendio, tra i quali Colin Townsley a cui è stato dato postumo, insieme alla "George Medal".
Nei giorni dopo l'incendio è stata tenuta una cerimonia commemorativa per le vittime nella St Pancras New Church, rinnovata negli anniversari successivi nella stazione e nella vicina Church of the Blessed Sacrament. Due targhe commemorative del disastro sono state installate nella St Pancras New Church e nella stazione di King's Cross.